# Fills de la Sagrada Família
Els Fills de la Sagrada Família de Jesús, Maria i Josep (en llatí Filii Sacrae Familiae Iesu, Mariae et Iosephi i en castellà Hijos de la Sagrada Familia Jesús, María y José) formen un institut religiós masculí de dret pontific, concretament una congregació de clergues, fundada per Josep Manyanet el 1864; posposen al seu nom les sigles S.F.

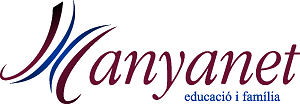
Logotip

## Història
La congregació va ser fundada a Tremp (Pallars), el 19 de març de 1864 pel sacerdot Josep Manyanet i Vives (1833-1901). El 2 de febrer de 1870, amb llicència del bisbe d'Urgell Josep Caixal i Estradé, Manyanet i els seus companys van professar els vots solemnes. La congregació, dedicada a l'ensenyament, especialment als fills de classes obreres i a barris industrials, va tenir una ràpida expansió i els seus membres van obrir i dirigir nombroses escoles parroquials, sobretot a suburbis industrials de Barcelona.
Lleó XIII va concedir a la congregació el decretum laudis el 30 d'abril de 1887; el 22 de juny de 1901 va rebre l'aprovació definitiva de la Santa Seu.
A més, tenien com a objectiu la propagació de la devoció a la Sagrada Família. A instància de Lluís Tallada, tercer superior de la congregació, Benet XVI va fer, el 26 d'octubre de 1921, que la festivitat litúrgica de la Sagrada Família adquirís caràcter universal. Manyanet i la congregació van ser els promotors inicials de la construcció d'un gran temple dedicat a aquesta devoció: el Temple de la Sagrada Família de Barcelona, començat el 1882.

## Activitats i difusió
El Fills de la Sagrada Família es dediquen a la formació dels joves, al ministeri sacerdotal i a l'educació cristiana de les famílies.
Són presents a Espanya, Itàlia i Amèrica (Argentina, Brasil, Colòmbia, Mèxic, Estats Units, Veneçuela): la seu generalícia és a Barcelona. En acabar 2005, la congregació tenia 43 cases i 193 religiosos, 136 dels quals eren sacerdots.
La branca femenina són les Missioneres Filles de la Sagrada Família de Natzaret.